# Hoa hậu Quốc tế Nhật Bản
Miss International Japan - Hoa hậu Quốc tế Nhật Bản được thành lập vào năm 1960 để tìm kiếm các đại diện cho Nhật Bản tại cuộc thi Hoa hậu Quốc tế.
Đương kim Hoa hậu Quốc tế Nhật Bản là Chiho Terauchi đã đăng quang vào ngày 26 tháng 11 năm 2019 tại Tokyo, Nhật Bản.

## Danh sách Hoa hậu
Chú thích
- Đăng quang Hoa hậu
- Vị trí Á hậu
- Kết thúc lọt top

| 2022 | Chiho Terauchi                                            | 寺内 千穂                                                 | Tochigi                                                   | TBA                                                       | TBA                                                       |                                                           |                                                           |                                                           |
| 2021 | Chương trình bị hủy do ảnh hưởng đến từ Đại dịch COVID-19 | Chương trình bị hủy do ảnh hưởng đến từ Đại dịch COVID-19 | Chương trình bị hủy do ảnh hưởng đến từ Đại dịch COVID-19 | Chương trình bị hủy do ảnh hưởng đến từ Đại dịch COVID-19 | Chương trình bị hủy do ảnh hưởng đến từ Đại dịch COVID-19 | Chương trình bị hủy do ảnh hưởng đến từ Đại dịch COVID-19 | Chương trình bị hủy do ảnh hưởng đến từ Đại dịch COVID-19 | Chương trình bị hủy do ảnh hưởng đến từ Đại dịch COVID-19 |
| 2020 | Chương trình bị hủy do ảnh hưởng đến từ Đại dịch COVID-19 | Chương trình bị hủy do ảnh hưởng đến từ Đại dịch COVID-19 | Chương trình bị hủy do ảnh hưởng đến từ Đại dịch COVID-19 | Chương trình bị hủy do ảnh hưởng đến từ Đại dịch COVID-19 | Chương trình bị hủy do ảnh hưởng đến từ Đại dịch COVID-19 | Chương trình bị hủy do ảnh hưởng đến từ Đại dịch COVID-19 | Chương trình bị hủy do ảnh hưởng đến từ Đại dịch COVID-19 | Chương trình bị hủy do ảnh hưởng đến từ Đại dịch COVID-19 |
| 2019 | Tomomi Okada                                              | 岡田 朋峰                                                 | Tokyo                                                     |                                                           |                                                           |                                                           |                                                           |                                                           |
| 2018 | Hinano Sugimoto                                           | 杉本 雛乃                                                 | Tokyo                                                     | Top 8                                                     |                                                           |                                                           |                                                           |                                                           |
| 2017 | Natsuki Tsutsui                                           | 筒井 菜月                                                 | Saitama                                                   | Á hậu 4                                                   | Best National Costume                                     |                                                           |                                                           |                                                           |
| 2016 | Junna Yamagata                                            | 山形 純菜                                                 | Iwate                                                     | Top 15                                                    |                                                           |                                                           |                                                           |                                                           |
| 2015 | Arisa Nakagawa                                            | 中川 愛理沙                                               | Chiba                                                     |                                                           | Best National Costume                                     |                                                           |                                                           |                                                           |
| 2014 | Rira Hongo                                                | 本郷 李來                                                 | Tokyo                                                     |                                                           |                                                           |                                                           |                                                           |                                                           |
| 2013 | Yukiko Takahashi                                          | 高橋 由紀子                                               | Tokyo                                                     |                                                           |                                                           |                                                           |                                                           |                                                           |
| 2012 | Ikumi Yoshimatsu                                          | 吉松 育美                                                 | Saga                                                      | Đăng quang Hoa hậu Quốc tế 2012                           | Miss Photogenic                                           |                                                           |                                                           |                                                           |
| 2011 | Nagomi Murayama                                           | 村山 和実                                                 | Kanagawa                                                  |                                                           |                                                           |                                                           |                                                           |                                                           |
| 2010 | Etsuko Kanagae                                            | 金ヶ江 悦子                                               | Osaka                                                     | Top 15                                                    | Miss Elegance                                             |                                                           |                                                           |                                                           |
| 2009 | Yuka Nakayama                                             | 中山 由香                                                 | Fukuoka                                                   | Top 15                                                    | Miss Congeniality                                         |                                                           |                                                           |                                                           |
| 2008 | Kyoko Sugiyama                                            | 杉山 恭子                                                 | Kanagawa                                                  | Top 12                                                    |                                                           |                                                           |                                                           |                                                           |
| 2007 | Hisako Shirata                                            | 白田 久子                                                 | Osaka                                                     | Top 15                                                    | Miss Photogenic                                           |                                                           |                                                           |                                                           |
| 2006 | Mami Sakurai                                              | 櫻井 麻美                                                 | Tokyo                                                     | Top 12                                                    |                                                           |                                                           |                                                           |                                                           |
| 2005 | Naomi Ishizaka                                            | 石坂 直美                                                 | Tokyo                                                     | Top 12                                                    |                                                           |                                                           |                                                           |                                                           |
| 2004 | Tamiko Kawahara                                           | 川原 多美子                                               | Ibaraki                                                   | Top 15                                                    |                                                           |                                                           |                                                           |                                                           |
| 2003 | Saeko Matsumi                                             | 松見 早枝子                                               | Tokyo                                                     | Top 12                                                    | Miss Congeniality                                         |                                                           |                                                           |                                                           |
| 2002 | Hana Urushima                                             | 漆島 華                                                   | Kyoto                                                     | 2nd runner-up                                             |                                                           |                                                           |                                                           |                                                           |
| 2001 | Hanako Suzuki                                             | 鈴木 華子                                                 | Saitama                                                   | Top 15                                                    |                                                           |                                                           |                                                           |                                                           |
| 2000 | Kanako Shibata                                            | 柴田 加奈子                                               | Hokkaido                                                  | Top 15                                                    |                                                           |                                                           |                                                           |                                                           |
| 1999 | Kana Onoda                                                | 小野田 加奈                                               | Fukushima                                                 | Top 15                                                    |                                                           |                                                           |                                                           |                                                           |
| 1998 | Megumi Taira                                              | 平 恵                                                     | Tokyo                                                     | Top 15                                                    |                                                           |                                                           |                                                           |                                                           |
| 1997 | Sayuri Seki                                               | 関 さゆり                                                 | Saitama                                                   | Top 15                                                    |                                                           |                                                           |                                                           |                                                           |
| 1996 | Akiko Sugano                                              | 菅野 安希子                                               | Tokyo                                                     | Top 15                                                    |                                                           |                                                           |                                                           |                                                           |
| 1995 | Yuka Kondo                                                | 近藤 由夏                                                 | Osaka                                                     | Top 15                                                    |                                                           |                                                           |                                                           |                                                           |
| 1994 | Tomomi Hanamura                                           | 花村 ともみ                                               | Aichi                                                     | Top 15                                                    |                                                           |                                                           |                                                           |                                                           |
| 1993 | Masayo Shibasaki                                          | 柴崎 雅代                                                 | Kanagawa                                                  | Top 15                                                    |                                                           |                                                           |                                                           |                                                           |
| 1992 | Tomoko Nishiki                                            | 錦 知子                                                   | Osaka                                                     |                                                           |                                                           |                                                           |                                                           |                                                           |
| 1991 | Miho Takata                                               | 高田 美穂                                                 | Ehime                                                     | Top 15                                                    |                                                           |                                                           |                                                           |                                                           |
| 1990 | Hiroko Ohnishi                                            | 大西 啓子                                                 | Hyōgo                                                     | Top 15                                                    |                                                           |                                                           |                                                           |                                                           |
| 1989 | Tamae Ogura                                               | 小倉 玉江                                                 | Osaka                                                     |                                                           |                                                           |                                                           |                                                           |                                                           |
| 1988 | Yuki Egami                                                | 江上 有希                                                 | Fukui                                                     | Top 15                                                    |                                                           |                                                           |                                                           |                                                           |
| 1987 | Yayoi Morita                                              | 盛田 弥生                                                 | Yamanashi                                                 | Top 15                                                    |                                                           |                                                           |                                                           |                                                           |
| 1986 | Rika Kobayashi                                            | 小林 利花                                                 | Shizuoka                                                  | Top 15                                                    |                                                           |                                                           |                                                           |                                                           |
| 1985 | Makiko Matsumoto                                          | 松本 万貴子                                               | Osaka                                                     | Top 15                                                    |                                                           |                                                           |                                                           |                                                           |
| 1984 | Junko Ueno                                                | 上野 順子                                                 | Osaka                                                     | Top 15                                                    |                                                           |                                                           |                                                           |                                                           |
| 1983 | Akemi Fujita                                              | 藤田 明美                                                 | Yamaguchi                                                 | Top 15                                                    |                                                           |                                                           |                                                           |                                                           |
| 1982 | Yukiko Tsutsumi                                           | 堤 由記子                                                 | Hokkaido                                                  |                                                           |                                                           |                                                           |                                                           |                                                           |
| 1981 | Mika Moriwaki                                             | 森脇 美香                                                 | Okayama                                                   | Top 15                                                    |                                                           |                                                           |                                                           |                                                           |
| 1980 | Mayumi Kanbara                                            | 蒲原 まゆみ                                               | Osaka                                                     | Top 10                                                    | Miss Congeniality                                         |                                                           |                                                           |                                                           |
| 1979 | Hideko Haba                                               | 羽場 秀子                                                 | Tokyo                                                     | Á hậu 4                                                   |                                                           |                                                           |                                                           |                                                           |
| 1978 | Atsuko Taguchi                                            | 田口 淳子                                                 | Akita                                                     | Top 13                                                    |                                                           |                                                           |                                                           |                                                           |
| 1977 | Mieko Kojima                                              | 小島 三恵子                                               | Saitama                                                   | Top 12                                                    |                                                           |                                                           |                                                           |                                                           |
| 1976 | Kumie Nakamura                                            | 中村 久美江                                               | Osaka                                                     | Á hậu 4                                                   |                                                           |                                                           |                                                           |                                                           |
| 1975 | Sumiko Kumagai                                            | 熊谷 澄子                                                 | Tokyo                                                     | Top 15                                                    |                                                           |                                                           |                                                           |                                                           |
| 1974 | Hideko Shigekawa                                          | 茂川 秀子                                                 | Osaka                                                     | Top 15                                                    |                                                           |                                                           |                                                           |                                                           |
| 1973 | Miki Yaita                                                | 矢板 美季                                                 | Hokkaido                                                  | Top 15                                                    |                                                           |                                                           |                                                           |                                                           |
| 1972 | Yuko Tamehisa                                             | 為久 優子                                                 | Yamaguchi                                                 | Top 15                                                    |                                                           |                                                           |                                                           |                                                           |
| 1971 | Reiko Yoneyama                                            | 米山 礼子                                                 | Yamanashi                                                 | Top 15                                                    |                                                           |                                                           |                                                           |                                                           |
| 1970 | Toshie Suda                                               | 須田 敏恵                                                 | Yamanashi                                                 | Á hậu 3                                                   |                                                           |                                                           |                                                           |                                                           |
| 1969 | Akemi Okemoto                                             | 桶本 明美                                                 | Hiroshima                                                 | Top 15                                                    |                                                           |                                                           |                                                           |                                                           |
| 1968 | Yoko Sunami                                               | 砂見 葉子                                                 | Fukuoka                                                   | Top 15                                                    |                                                           |                                                           |                                                           |                                                           |
| 1967 | Hiroko Sasaki                                             | 佐々木 裕子                                               | Tokyo                                                     | Top 15                                                    |                                                           |                                                           |                                                           |                                                           |
| 1966 | Không có cuộc thi                                         | Không có cuộc thi                                         | Không có cuộc thi                                         | Không có cuộc thi                                         | Không có cuộc thi                                         |                                                           |                                                           |                                                           |
| 1965 | Hiroko Fukushima                                          | 福島 宏子                                                 | Tokyo                                                     |                                                           |                                                           |                                                           |                                                           |                                                           |
| 1964 | Naoko Matsui                                              | 松井 尚子                                                 | Fukuoka                                                   | Top 15                                                    |                                                           |                                                           |                                                           |                                                           |
| 1963 | Shizuko Shimizu                                           | 清水 静子                                                 | Tokyo                                                     |                                                           |                                                           |                                                           |                                                           |                                                           |
| 1962 | Kaoru Maki                                                | 牧 かほる                                                 | Tokyo                                                     | Top 15                                                    |                                                           |                                                           |                                                           |                                                           |
| 1961 | Atsuko Kyoto                                              | 京藤 敦子                                                 | Fukui                                                     |                                                           |                                                           |                                                           |                                                           |                                                           |
| 1960 | Michiko Takagi                                            | 高木 美智子                                               | Osaka                                                     | Top 15                                                    |                                                           |                                                           |                                                           |                                                           |